# Пол Джуда
Пол Джуда (англ. Paul Juda, нар. 7 липня 2001 року, Діерфілд (Іллінойс))— американський гімнаст. Бронзовий призер чемпіонату світу в командному багатоборстві.

## Біографія
Народився в Діерфілд (Іллінойс) в родині мігрантів з Польщі Єви Бачер та Джозефа Джуди. Батько - електрик, мати - няня. Старший брат Міхал здобув ступінь магістра з молекулярної біології Університету Каліфорнії, сестра Кася - диплом медсестри.
Обіцяв батькові здобувати вищу освіту за стипендією, яку отримав в 2019 році в Мічиганському університеті, де вивчає психологію.

## Спортивна кар'єра
Старші брат з сестрою займались спортивною гімнастикою на аматорському рівні. Спостерігаючи за ними, мріяв реалізувати себе в цьому виді спорту. Завдяки близькості спортивного залу до будинку мав змогу відвідувати спортивну секцію.
2022
Отримав травму коліна, через яку змушений був пропустити чемпіонат США.
2023
Після відновлення планував повернутися на змагання студентської ліги, однак на розминці отримав травму голови та змушений був знятися зі змагань.

## Результати на турнірах
| Рік  | Змагання                   | КБ | ІБ | Вільні вправи | Кінь | Кільця | Опорний стрибок | Паралельні бруси | Перекладина |
| ---- | -------------------------- | -- | -- | ------------- | ---- | ------ | --------------- | ---------------- | ----------- |
| 2021 | Зимовий кубок              |    | 6  | 12            | 14   | 8      | 19              | 4                | 12          |
| 2021 | Панамериканський чемпіонат | 2  | 2  |               |      |        |                 |                  |             |
| 2021 | Олімпійські випробовування |    | 8  | 6             | 7    | 9      | 13              | 6                | 10          |
| 2022 | Кубок світу в Каїрі        |    |    | 2             |      |        | 4               | 6                | 2           |
| 2023 | U.S. Classic               |    | 3  | 12            | 18   | 10     | 3               | 12               | 3           |
| 2023 | Чемпіонат США              |    | 6  | 1             | 7    | 10     |                 | 23               | 6           |
| 2023 | Чемпіонат світу            | 3  |    |               |      |        | 5               |                  | 5           |
| 2024 | Олімпійські ігри           | 3  | 14 |               |      |        |                 |                  |             |